# Фут-фетиш

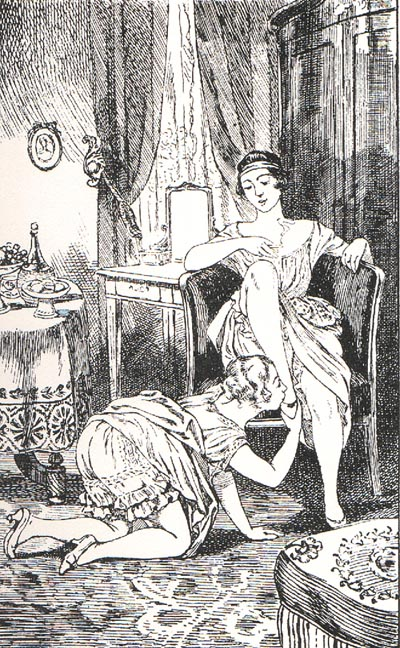
Ілюстрація Мартіна ван Меле, 1926 р.

Фут-фетиши́зм (англ. foot fetishism) або подофілі́я (від дав.-гр. πόδες — «ноги», дав.-гр. φιλία — «любов») — сексуальний потяг до ніг, зокрема стоп. Є найпоширенішим напрямом сексуального фетишизму як серед чоловіків, так і жінок.

## Характеристики

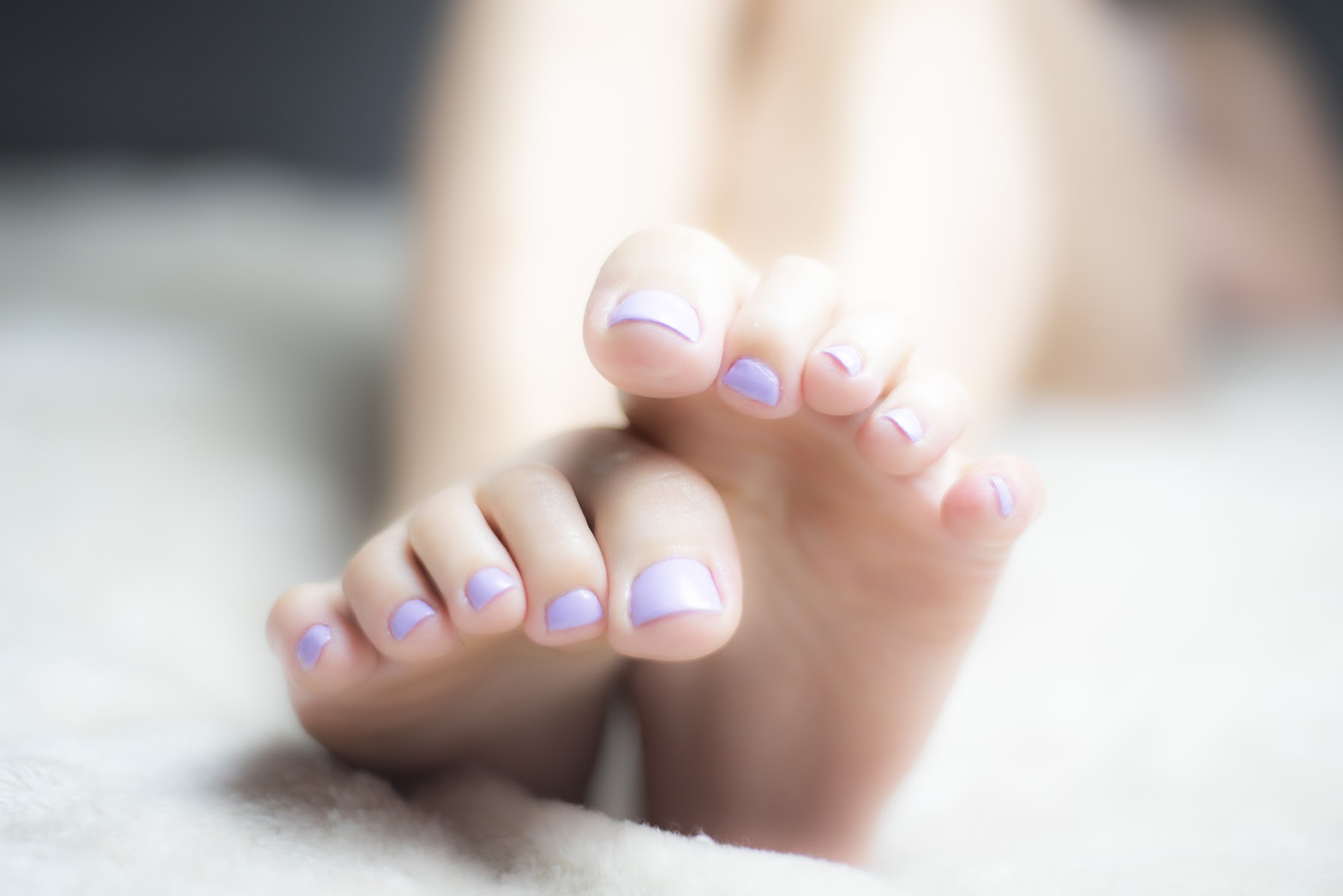
Фото жіночих стіп зблизька

Фут-фетишизм, як правило, не замінює генітальної сексуальної активності, але може доповнювати її. З'являється переважно в підлітковому віці незалежно від соціального оточення. Фут-фетиш — найпоширеніший з сексуальних фетишів. З-поміж фетишистів понад 40 % складають саме фут-фетишисти.
Предмети інтересу в фут-фетишизмі різноманітні, зазвичай це розмір стопи, пальців, п'яти, їх форма, педикюр і прикраси, невізуальні деталі, такі як запах, фактура, взаємодія з ногами — масаж, дотики, поцілунки, лоскотання, лизання, смоктання пальців. Існують також підвиди фут-фетишу, такі як потяг до взуття (ретифізм, від французького письменника Ніколя-Едме Ретіфа), або прикрас ніг на кшталт кілець чи ланцюжків.
Фізіологічними підставами фут-фетишизму переважно визнається близькість функціональних зон кори головного мозку (див. кортикальний гомункулус), що відповідають за ноги та статеві органи. Інші пояснення полягають у тому, що в формі стулених стіп вбачається подібність до жіночих або чоловічих статевих органів; або що ноги і геніталії перебувають в одному візуальному вікні, тож дивлячись на одне, людина зазвичай бачить і місцерозташування другого і вони пов'язуються в розумі.

## Фут-фетишизм у культурі

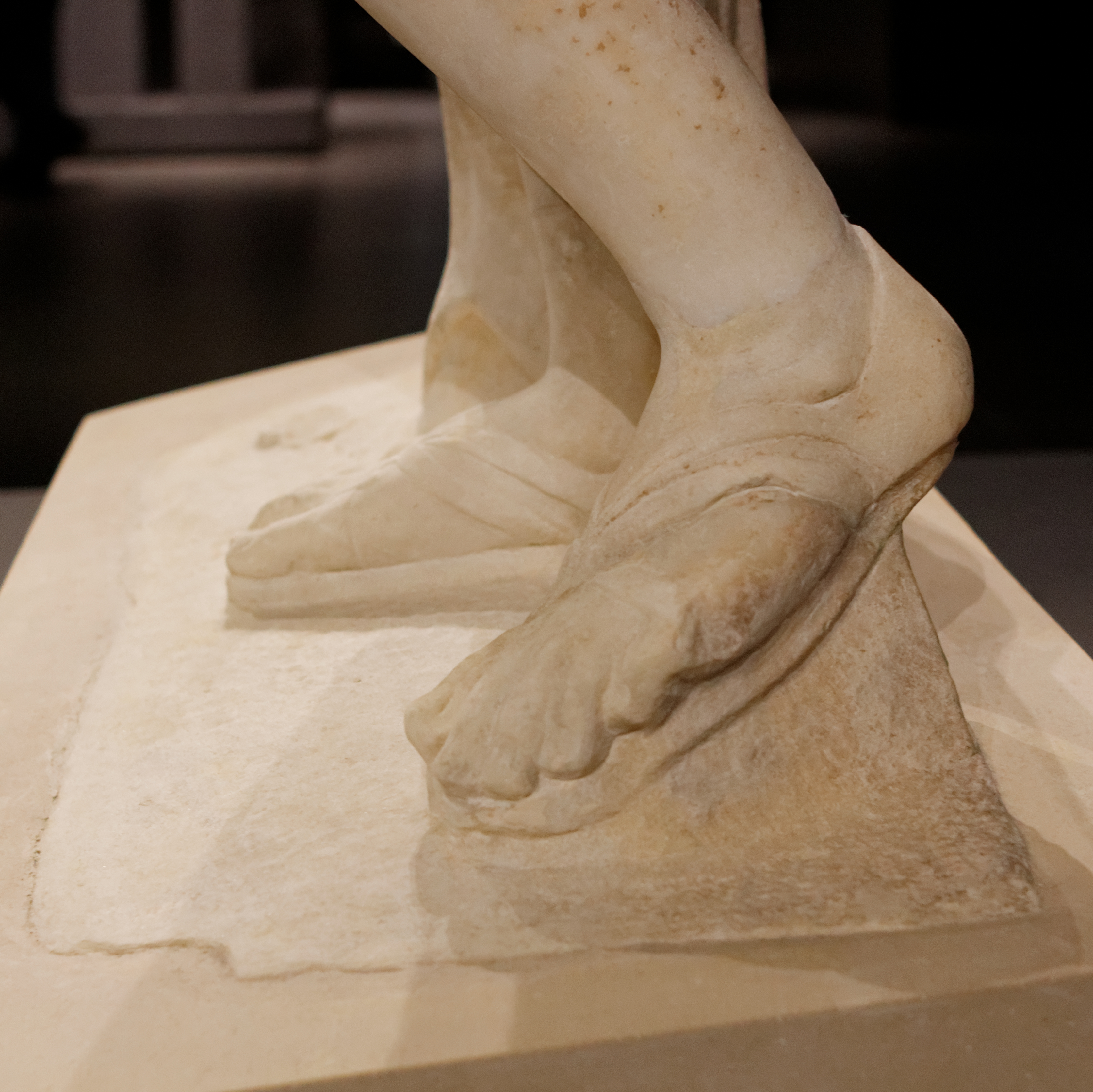
Нога статуї Артеміди, II ст. н. е.

Перші відомі зображення, котрі можна вважати зображеннями фут-фетишизму, належать цивілізації Стародавнього Єгипту і датуються 2600—2100 роками до н. е. Жіночі стопи сексуалізувалися в Стародавній Греції та вважалися інтимною частиною тіла. Ідеалом вважалася «нога богині» зі вказівним пальцем, дещо довшим за інші. Богині-дівчата традиційно зображалися взутими, тоді як у дорослих босі стопи могли слугувати засобом зваблення. Сакральний прояв фут-фетишизму вбачається у ритуалах омивання ніг на Близькому Сході та цілування ніг шанованих осіб чи роззування при вході до храму, як це практикується в індуїзмі та буддизмі. В культурі Китаю з X по XX століття сексуальними вважалися малі стопи, тому дівчаткам їх забинтовували, що призводило до візуального зменшення стопи при її деформації. В культурі Стародавньої Японії дітям в імператорській родині заборонялося торкатися ногами землі, оскільки вони вважалися надто чистими для цього. В європейській культурі жіночі стопи сексуалізувалися на рівні з грудьми та сідницями.
Фут-фетиш є поширеною складовою БДСМ-практик. З фут-фетишизмом пов'язані фут-селфі або «футсі» (footsie) — фото стіп (переважно босих), що публікуються в соціальних мережах, особливо Instagram. Їхньому поширенню сприяє те, що фото цієї тематики не підпадають під заборонену, як порнографічні.